# Pont sur le Rhône
Ne doit pas être confondu avec Pont Saint-Maurice.
Le pont sur le Rhône est un pont en pierre franchissant le Rhône et reliant Saint-Maurice dans le canton du Valais à Bex dans le canton de Vaud en Suisse. Il est situé dans un défilé constitué par un verrou glaciaire qui barre la vallée du Rhône. Le pont est dominé par le château de Saint-Maurice qui en contrôlait le passage.

## Historique
Selon certains les culées de ce pont seraient de l'époque romaine, il n'en est rien. Sa construction est l’œuvre de Jean Paniot, réalisée en 1491, sous l'épiscopat de Jost de Silenen ou Jodoc de Syllinen. Une importante consolidation a été effectuée en 1523, sous la direction d'Ulrich Ruffiner.
Cependant, le livre "Vieux Ponts du Pays de Vaud" donne plus d'informations, dont le fait qu'un pont antérieur existait. Les comptes de la ville d'Orbe mentionnent en effet qu'en 1421, des membres de la ville ont visité le Pont de Saint-Maurice et s'en sont inspirés pour bâtir le Pont du Moulinet d'Orbe.

## Classement
Le pont est inscrit comme bien culturel suisse d'importance nationale à la fois dans les listes valaisanne et vaudoise.